# Štadión Lokomotívy v Čermeli
Štadión Lokomotívy v Čermeli – stadion sportowy w Koszycach, na Słowacji. Został otwarty w 1970 roku. Może pomieścić 9000 widzów. W latach 1970–1997 swoje spotkania rozgrywali na nim piłkarze klubu FC Lokomotíva Košice, a w latach 1997–2017 zawodnicy zespołu FC VSS Košice. Dwa spotkania (obydwa w 1998 roku) rozegrała na nim również piłkarska reprezentacja Słowacji.